# San José de Chiquitos
San José de Chiquitos és una població boliviana i capital de la província de Chiquitos al departament de Santa Cruz. Va ser fundada com a part de les missions jesuïtes dels Chiquitos, declarades el 1990 Patrimoni de la Humanitat.
Les ruïnes de la missió de San Joan Baptista, una de les missions jesuïtes dels Chiquitos, es troben prop del poble de San Juan de Taperas al municipi de San José de Chiquitos. L'any 1698, la reducció de San José va ser fundada pels missioners jesuïtes Felipe Suárez i Dionisio Àvila. La missió va acollir els indis chiquitano.